# Caleb Ayer
Caleb Ayer (* 1813 in Newfield, Maine; † 5. Oktober 1883 in Cornish, Maine) war ein US-amerikanischer Anwalt und Politiker, der 1856 Secretary of State von Maine war.

## Leben
Caleb R. Ayer wurde als Sohn von James Ayer in Newfield geboren. Sein Großvater war einer der ursprünglichen Siedler von Newfield, der einen Grand besaß, als Newfield als Washington Plantation organisiert war. Ayer machte 1834 seinen Abschluss am Dartmouth College. Anschließend absolvierte er seine Ausbildung zum Anwalt in der Anwaltspraxis seines Schwagers Nathan Clifford. Ayer wurde 1838 zum Anwalt zugelassen und arbeitete danach bis zum Jahr 1841 in einer Anwaltsgemeinschaft mit seinem Schwager Clifford.
1841 zog er zurück nach Cornish. Von 1847 bis 1848 war als Mitglied der Demokratischen Partei Senator im Senat von Maine und im Jahr 1848 auch der Präsident des Senats. Im Jahr 1856 war er Secretary of State von Maine. In den Jahren 1868 bis 1870 war er County Attorney des York Countys.
Ayer heiratete Harriet Towle (1812–1841). Mit ihr hatte er eine Tochter. In zweiter Ehe war er mit Mary Anne Barker (1826–1895) verheiratet. Das Paar hatte zwei weitere Töchter.

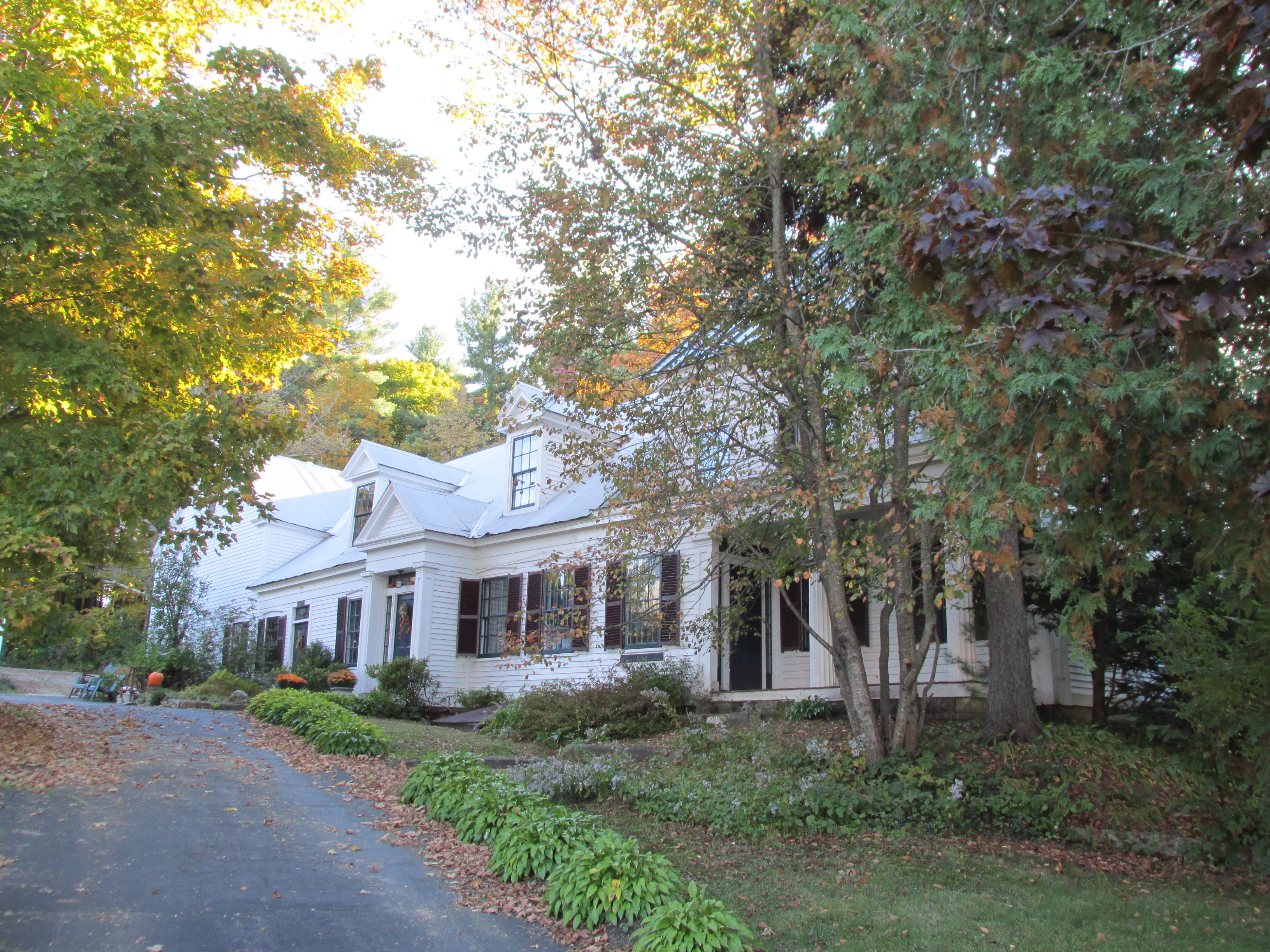
Caleb R. Ayer House

Caleb Ayer starb am 5. Oktober 1883 in seinem Haus in Cornish. Dieses Haus, das Caleb R. Ayer House, ist im National Register of Historic Places im York County gelistet.